# Khoa học khí quyển
Khoa học khí quyển là ngành khoa học nghiên cứu khí quyển Trái Đất, các quá trình của nó, các tác động mà các hệ thống khác có lên khí quyển, và các tác động của khí quyển lên các hệ thống khác. Khí tượng học bao gồm hóa học khí quyển và vật lý khí quyển với một sự tập trung chính vào dự báo thời tiết. Khí hậu học là ngành nghiên cứu về sự thay đổi của khí quyển (cả ngắn hạn lẫn dài hạn) thứ quyết định khí hậu trung bình và sự thay đổi của nó qua thời gian, do sự biến động khí hậu cả tự nhiên lẫn do con người gây ra. Khí học cao không (Aeronomy) là ngành khoa học nghiên cứu các tầng phía trên của khí quyển, nơi quá trình phân ly và điện ly đóng vai trò quan trọng. Khoa học khí quyển đã được mở rộng tới cả lĩnh vực khoa học hành tinh và việc nghiên cứu khí quyển của các hành tinh của Hệ Mặt Trời.
Dụng cụ thí nghiệm được sử dụng trong khoa học khí quyển bao gồm vệ tinh, rocketsonde, radiosonde, khinh khí cầu thời tiết, và laser.

## Hóa học khí quyển

Hóa học khí quyển là một nhánh của khoa học khí quyển, trong đó tính chất hóa học của khí quyển Trái Đất và của các hành tinh khác được nghiên cứu. Đó là một cách tiếp cận nghiên cứu liên ngành và dựa trên hóa học môi trường, vật lý học, khí tượng học, mô phỏng máy tính, hải dương học, địa chất học, núi lửa học,... Hóa học khí quyển ngày càng được kết nối với các lĩnh vực nghiên cứu khác như khí hậu học.

## Động lực học khí quyển
Động lực học khí quyển liên quan tới việc nghiên cứu các quan sát và lý thuyết giải quyết mọi hệ thống chuyển động của sự quan trọng về mặt khí tượng. Các chủ đề phổ biến được nghiên cứu bao gồm các hiện tượng đa dạng như dông, lốc xoáy, sóng trọng trường, xoáy thuận nhiệt đới, xoáy thuận ngoài nhiệt đới, dòng tia, và hoàn lưu diện toàn cầu. Mục đích của các nghiên cứu động lực học là nhằm giải thích các hoàn lưu quan sát được trên cơ sở các nguyên lý cơ bản từ vật lý. Mục tiêu của những nghiên cứu đó là nhằm cải thiện dự báo thời tiết, phát triển các phương pháp dự đoán những dao động khí hậu theo mùa và theo năm, và hiểu những liên can của những nhiễu loạn do con người gây ra (ví dụ như, sự tăng tập trung cacbon dioxide hoặc suy giảm tầng ozon) lên khí hậu toàn cầu.

## Vật lý khí quyển
Vật lý khí quyển là ngành áp dụng vật lý vào nghiên cứu khí quyển. Các nhà vật lý khí quyển cố thử tạo ra mô hình khí quyển Trái Đất và các hành tinh khác sử dụng các phương trình động lực học chất lưu, mô hình hóa học, cân bằng bức xạ, và các quá trình chuyển giao năng lượng trong khí quyển và các đại dương nằm bên dưới. Để có thể tạo mô hình các hệ thống thời tiết, các nhà vật lý khí quyển sử dụng các cơ sở của lý thuyết phân tán, mô hình truyền sóng, vật lý đám mây, cơ học thống kê và khoa học thống kê không gian, mỗi cái đều kết hợp chặt chẽ toán học và vật lý cấp cao. Vật lý khí quyển có liên hệ gần gũi với khí tượng học và khí hậu học và cũng bao hàm cả việc thiết kế và xây dựng các công cụ giúp nghiên cứu khí quyển và giải thích các dữ liệu chúng cung cấp, bao gồm cả những công cụ cảm biến từ xa.

## Khí hậu học

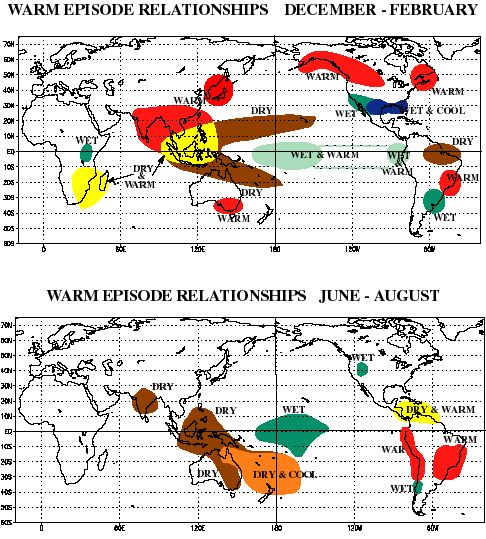
Các tác động theo vùng của các đợt ENSO âm (El Niño).

Trái ngược với khí tượng học, môn khoa học nghiên cứu các hệ thống thời tiết ngắn hạn kéo dài lên tới vài tuần, khí hậu học nghiên cứu tần suất và xu hướng của các hệ thống đó. Nó nghiên cứu tính chu kỳ của các sự kiện thời tiết qua nhiều năm cho tới thiên niên kỉ, cũng như là các thay đổi trong quy luật thời tiết trung bình về lâu dài, trong mối quan hệ với các điều kiện khí quyển. Các nhà khí hậu học nghiên cứu cả đặc tính của khí hậu – địa phương, theo vùng và toàn cầu – và các nhân tố tự nhiên hoặc do con người mà khiến khí hậu biến đổi. Khí hậu học cân nhắc quá khứ và có thể giúp dự đoán biến đổi khí hậu trong tương lai.